# Amadou Sagna
Amadou Sagna, né le 10 juin 1999 au Sénégal, est un footballeur sénégalais évoluant au poste d'attaquant à l'EA Guingamp.

## Biographie

### En club

#### EA Guingamp (depuis 2023)
L'EA Guingamp recrute Amadou Sagna le 6 juillet 2023. Le transfert d'un montant de 400 000 euros active une clause de 20% à la revente négociée par le Club Bruges avec les Chamois niortais. Ces derniers, en grande difficulté financière, ne règlent pas le montant dû, au point d'être interdit de tout recrutement par la FIFA à partir de l'été 2024. Peu de temps après, le club deux-sévrien est placé en liquidation judiciaire.

### En équipe nationale
Avec les moins de 20 ans, il participe à la Coupe d'Afrique des nations des moins de 20 ans en 2019. Lors de cette compétition organisée au Niger, il joue quatre matchs. Il s'illustre en délivrant deux passes décisives contre le Burkina Faso en phase de poule. Le Sénégal s'incline en finale face au Mali après une séance de tirs au but. 
Il dispute ensuite quelques mois plus tard la Coupe du monde des moins de 20 ans organisée en Pologne. Lors du mondial junior, il joue quatre matchs. Il se met en évidence en inscrivant un triplé lors du premier match contre Haïti, puis en marquant un but en huitièmes de finale contre le Nigeria. Le Sénégal s'incline en quart de finale face à la Corée du Sud après une séance de tirs au but.

## Palmarès
- Coupe d'Afrique des nations des moins de 20 ans
  - Finaliste en 2019